# Harold Holt
Harold Edward Holt, né le 5 août 1908 à Sydney (Nouvelle-Galles du Sud) et présumé mort le 17 décembre 1967, est un homme d'État australien, dix-septième Premier ministre d'Australie en 1966. Son mandat s'achève dramatiquement en décembre 1967 quand il disparaît alors qu'il se baigne à Cheviot Beach près de Portsea, dans l'État du Victoria. On suppose qu'il s'est noyé.
Holt passe 32 ans au Parlement, est ministre pendant de nombreuses années mais n'occupe la fonction de Premier ministre que pendant 22 mois, ce qui limite son impact politique personnel dans l'histoire australienne surtout si on le compare à son prédécesseur immédiat Robert Menzies, Premier ministre pendant 18 ans.
À l'heure actuelle, Holt reste surtout connu pour les circonstances tragiques de sa mort, pour son action controversée dans le renforcement de l'engagement de l'Australie aux côtés des États-Unis dans la guerre du Viêt Nam et par sa célèbre déclaration : « All the way with LBJ » (« Jusqu'au bout avec L.B. Johnson ») ce qui a probablement fait oublier beaucoup d'autres réalisations importantes tout au long de sa carrière politique.

## Biographie

### Jeunesse

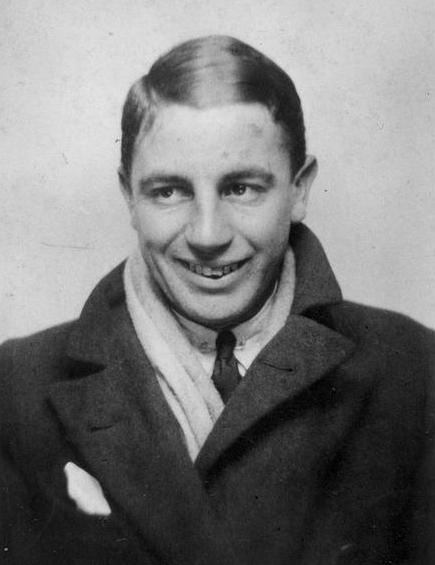
Harold Holt en 1930

Aîné des deux enfants de Thomas Holt et Olive Williams, Harold Holt naît le 5 août 1908 dans le quartier de Stanmore à Sydney où il passe la plus grande partie de son enfance.
En 1920, Thomas Holt inscrit ses enfants au prestigieux Wesley College à Melbourne, où Robert Menzies avait fait de brillantes études. Holt commence ensuite ses études de droit à l'université de Melbourne en 1927.
Holt obtient son diplôme en 1930, est admis au barreau de l'État de Victoria en novembre 1932 et fait un stage dans la société Fink, Best & Miller mais la grande dépression l'empêche de trouver du travail comme avocat. Son père, divorcé de sa mère en 1918, travaille à Londres à ce moment-là et souhaite qu'il vienne achever ses études en Angleterre mais sa situation économique ne lui permet pas.

### Débuts politiques
Holt se lance en politique en s'inscrivant au Parti Australie unie (UAP) en 1933 et, dès l'année suivante, il tente sa chance à la candidature du parti pour le siège de député fédéral de Yarra à James Scullin mais n'est pas choisi. En mars 1935, il échoue à décrocher le siège de député de l'État de Victoria dans la circonscription de Clifton Hill. Choisi par son parti, Holt présente à nouveau sa candidature aux élections fédérales partielles du 17 août 1935 et gagne le siège, devenant à 27 ans, l'un des plus jeunes députés qu'a connu l'Australie.
En 1939, le mentor de Holt, Robert Menzies devient Premier ministre après la mort subite de Joseph Lyons et le court passage dans la fonction de Sir Earle Page. L'énergie, le dévouement et les capacités d'Holt lui permettent une promotion rapide et, en avril 1939, il est nommé ministre sans portefeuille, adjoint au ministre du Commerce et du développement. En octobre 1939, il devient ministre de la Recherche scientifique et industrielle et en novembre-décembre 1939, il fait fonction de ministre de l'Aviation.
En mai 1940, sans démissionner de son siège, Holt rejoint le 2nd Australian Imperial Force comme artilleur, mais quelques mois plus tard, quand trois des principaux ministres et plusieurs officiers généraux sont tués dans un accident d'avion à Canberra, Menzies rappelle Holt de l'armée, le nomme ministre sans portefeuille adjoint au ministre du Commerce ce qui lui vaut le sobriquet de « Gunner Holt ».
En octobre 1940, Holt entre au Cabinet, devenant ministre du Travail et du Service national. L'une de ses plus belles réalisations à ce poste est d’avoir fait voter la loi sur les allocations familiales (« Child Endowment Act ») en avril 1941.
En août 1941, un vent de révolte oblige Menzies à démissionner de son poste de Premier ministre où il est remplacé par le chef du Country Party, Arthur Fadden. Holt fait partie de ceux qui retirent leur appui à Menzies mais il n'expliquera jamais les raisons de son choix. En octobre suivant, le gouvernement est renversé par un vote de défiance et le chef du Parti travailliste, John Curtin est chargé de former un nouveau gouvernement. En 1945, Menzies crée le Parti libéral, qui forge une coalition durable avec le Country Party et dont Holt est l'un des premiers membres.
Holt se définissait comme un passionné de politique sans grand autre intérêt autre si ce n'est le sport et la mer. Il se décrivait comme « workaholic », un « alcoolique du travail », travaillant jusqu'à 16 heures par jour et ne dormant que 4 à 5 heures par nuit.

### Carrière ministérielle des années 1950

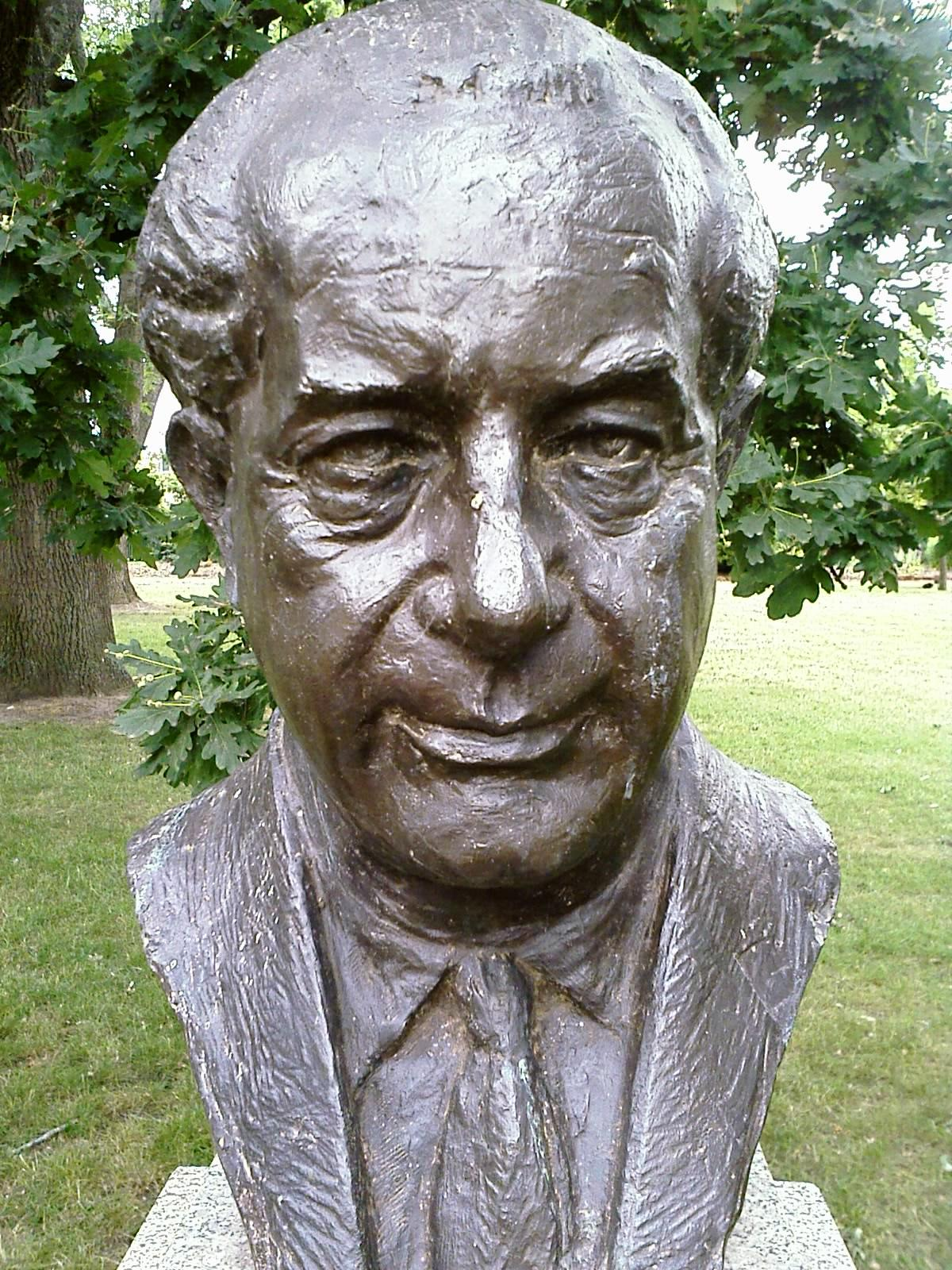
Buste de Harold Holt à Ballarat.

Après huit ans dans l'opposition, la coalition gagne les élections fédérales de décembre 1949 et Menzies commence son deuxième mandat de Premier Ministre. Holt est nommé aux postes prestigieux de ministre du Travail et du Service national (1949-1958) et de l'Immigration (1949-1956) à une époque où il est qualifié dans la presse comme le « successeur assuré de Menzies » et de « potentiel Premier ministre ». A l'immigration, Holt continue et développa le programme d'immigration massive commencé par son prédécesseur de l'ALP, Arthur Calwell, mais il mène une politique plus flexible et plus accueillante que celui-ci qui était un fervent partisan de l'Australie blanche.
Holt est souvent considéré comme l'un des meilleurs ministres du Travail depuis la création de la fédération australienne. Les conditions de l'époque sont alors difficiles dans le monde du travail -l'influence du Parti communiste est à son apogée dans les syndicats et l'aile droite de l'ALP rêve souvent d'en découdre avec les syndicats– mais grâce à l'association d'une croissance économique forte et d'une approche brillante par Holt des relations entre partenaires sociaux, le nombre d'heures de grèves diminue de façon drastique: de plus de deux millions en 1949 à tout juste 439 000 en 1958.
Holt promeut une politique de collaboration entre le gouvernement, les tribunaux, les employeurs et les syndicats. Il entretient de bonnes relations avec les dirigeants syndicaux comme Albert Monk, président de l'ACTU et Jim Healy, le chef du Syndicat des travailleurs de l'eau et il s'acquiert une réputation de tolérance, de modération et de sens du compromis bien que sa décision controversée d'employer la troupe pour prendre le contrôle d'entrepôts bloqués durant une grève portuaire à Bowen, au Queensland en septembre 1953 provoque de sévères critiques contre lui.
Holt prend de plus en plus d'importance dans le gouvernement. Il fait partie de nombreuses commissions et délégations à l'étranger. En 1956 il est élu au poste de second du Parti travailliste, devient « Leader of the House », chef de la majorité à la Chambre et est donc considéré comme le dauphin de Menzies.
En décembre 1958, après la démission d'Arthur Fadden, Holt est nommé ministre des Finances et présente son premier budget en août 1959. Il réussit de nombreuses réformes fondamentales dans le système bancaire, déjà amorcées par son prédécesseur, notamment la création de la Reserve Bank of Australia et le passage à la monnaie décimale.
Cependant, en novembre 1960, Holt présente un budget de récession pour essayer de ralentir la consommation, de contrôler l'inflation et de réduire le déficit mais il provoque la pire déflation qu'ait connu l'Australie depuis 1945. L'économie entre en récession, la Bourse s'effondre, les investissements privés, le commerce de détail et les ventes de véhicules chutent, le chômage grimpe de plus de 2 % et plusieurs grandes sociétés déposent leur bilan.
Cette erreur risque de briser la carrière politique de Holt et il amène la coalition ALP-Country Party à deux doigts de la défaite aux élections de 1961, qu'elle ne remporte que par un siège de majorité, celui de Moreton gagné par Jim Killen. Holt est sévèrement critiqué, son image publique est ternie mais sa carrière politique, comme l'économie, repartent bien vite.
Il continue d'être ministre des Finances et des Armées jusqu'en janvier 1966, date à laquelle Menzies démissionne de son poste de Premier Ministre où il est remplacé par Holt. À ce moment-là, ce dernier est parlementaire depuis plus de 31 ans, la plus longue période d'attente de l'histoire australienne pour devenir chef du gouvernement.

### Premier ministre
Holt applique les réformes de l'aile réformiste des libéraux du Victoria. Une de ses principales réussites est d'être à la base de la fin de la politique de l'Australie blanche en cessant de faire une distinction entre les immigrants européens et asiatiques et en permettant aux asiatiques qualifiés de s'installer dans le pays avec leur famille. Il crée aussi l'« Australian Council for the Arts » (qui devient par la suite l'« Australia Council ») qui permet d'aider l'art et les artistes australiens, une initiative qui sera considérablement développée par son successeur, John Gorton.
En terme constitutionnel, une importante réforme est obtenue avec le référendum de 1967, où une majorité écrasante d'Australiens vote pour donner au pouvoir fédéral le droit de légiférer sur les Aborigènes australiens et leur intégration dans la population.
En économie, Holt fait passer la monnaie australienne au système décimal le 14 février 1966. En 1967, le gouvernement décide de ne pas dévaluer le dollar australien et de ne pas suivre la dévaluation de la livre britannique, une première dans l'histoire australienne mais qui crée des tensions très vives au sein de la coalition gouvernementale, particulièrement dans le Country Party, qui vit l'affaire comme une menace pour la balance des paiements et une augmentation des coûts de production australiens.
En politique étrangère, son comportement est surtout marqué par son amitié avec les États-Unis et son président Lyndon B. Johnson et son soutien à la guerre au Viêt Nam, pour laquelle il augmente régulièrement son aide en hommes et en matériel. Lié d'une très grande amitié avec le président américain, Holt est reçu à Washington au milieu de l'année 1966 et en octobre suivant, Johnson vient en Australie pour la première visite officielle d'un président des États-Unis en exercice en Australie.
En décembre, l'Australie signe un accord avec les États-Unis, qui permet aux Américains d'établir un centre de communication à Pine Gap dans le Territoire du Nord.
En 1966, il nomme pour la première fois une femme à la tête d'un portefeuille ministériel, Annabelle Rankin, au Logement.

### Disparition

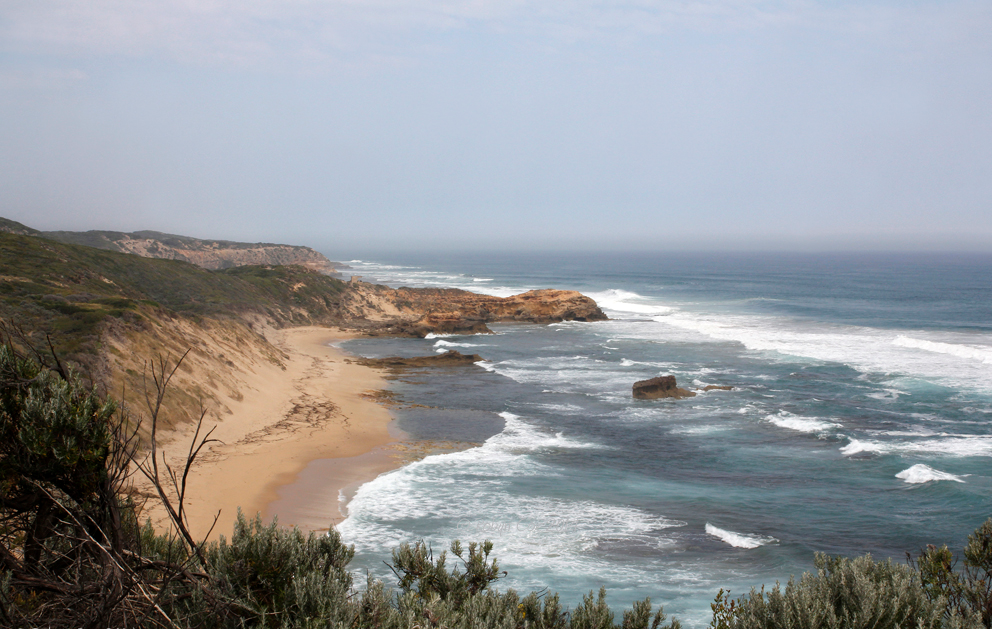
Cheviot Beach.

Le dimanche 17 décembre 1967 au matin, Holt et quelques amis se rendent à Melbourne pour voir passer au large le Britannique Alec Rose dans sa tentative de tour du monde en solitaire à la voile. Vers midi, le groupe s'installe à un des endroits  préférés de Holt pour se baigner ou faire de la plongée, Cheviot Beach, à Point Nepean près de Portsea, dans la partie Est de la baie de Port Phillip. Holt décide de se baigner bien que la mer soit très agitée et que Cheviot Beach soit connue pour la force et la dangerosité de ses courants.
Cherchant très probablement à impressionner ses amis et ignorant leur demande de ne pas y aller, Holt plonge dans une déferlante et disparaît. Craignant le pire, ses amis donnent l'alerte et en peu de temps la plage et la mer sont ratissées par la police, les plongeurs de la Marine et des volontaires mais on ne trouve aucune trace de Holt. Deux jours plus tard, le 19 décembre, le gouvernement annonce officiellement que Holt devait être considéré comme décédé.

### Héritage
En matière de politique intérieure, l'aspect le plus marquant du passage de Holt à la tête du gouvernement est le début d'une phase de luttes internes et de dégringolade sans précédent pour les libéraux dans l'électorat australien. Pendant 22 ans, depuis sa création en 1944, le Parti libéral n'avait eu qu'un seul chef, Robert Menzies. Après son retrait en 1966, le parti en comptera trois en six ans et, en décembre 1972, la coalition ALP-Country Party vieille de 23 ans éclatera après la retentissante défaite électorale de Gough Whitlam.